# Trigonella podperae
Trigonella podperae är en ärtväxtart som först beskrevs av Sirj., och fick sitt nu gällande namn av I.T. Vassilczenko. Trigonella podperae ingår i släktet trigonellor, och familjen ärtväxter. Inga underarter finns listade i Catalogue of Life.